# خرده‌سنگ

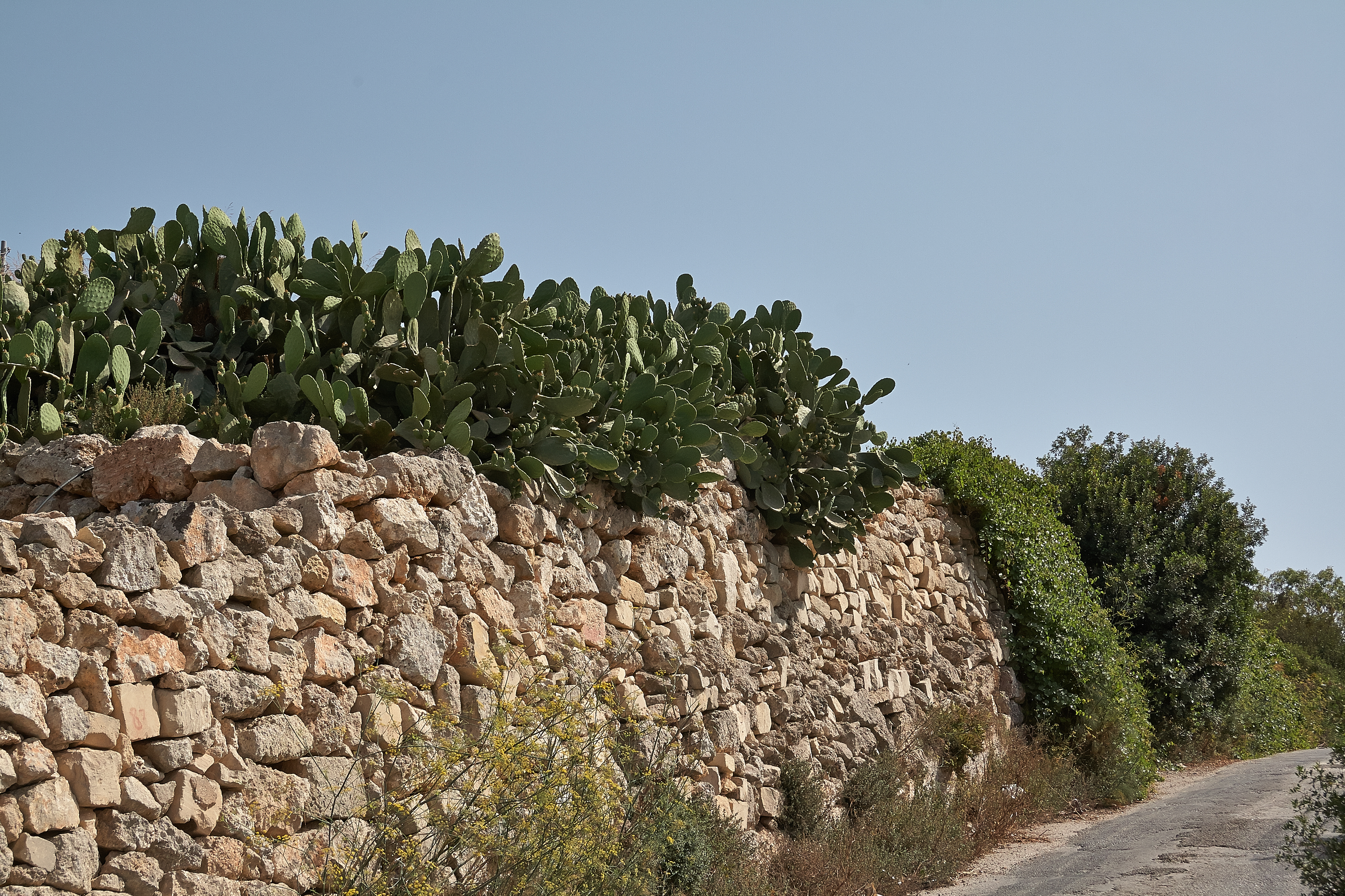
دیوار خرده‌سنگی در نزدیکی دینگلی، مالت

خرده‌سنگ (انگلیسی: Rubble) به سنگ‌های شکسته در اندازه و بافت نامنظم گفته می‌شود که به‌ویژه در هنگام استفاده به‌عنوان ماده پرکننده فاصله، به‌صورت لخت و بدون پوشش هستند. خرده‌سنگ‌هایی که به‌صورت طبیعی در خاک یافت می‌شوند را brash می‌نامند. این سنگ‌ها در صورت وجود، در زمین‌های شخم‌زده بیشتر دیده می‌شوند.
کار خرده‌سنگی (Rubble-work) عنوانی است که به چند نوع سازه بنایی گفته می‌شود. یکی از این انواع زمانی است که سنگ‌ها به‌سادگی در یک دیوار با هم جور شده و با ملات گروتی شده و تقریباً به شکل بتن در می‌آید.
قراردادن خرده‌سنگ‌های بزرگ و کوچک بدون تلاش به منظور تغییر شکل آن‌ها را دیوارچینی خرده‌سنگی می‌نامند. دیوار خشکه‌چین نیز از جهاتی شبیه این‌کار و بدون استفاده از ملات است.